# Meeting international Mohammed VI d'athlétisme de Rabat 2019
Il Meeting international Mohammed VI d'athlétisme de Rabat 2019 è stata la 12ª edizione dell'annuale meeting di atletica leggera, e si è svolto allo Stadio Moulay Abdallah di Rabat, il 16 giugno 2019. Il meeting è stato la sestatappa del circuito di atletica leggera IAAF Diamond League 2019.

## Programma[1]
| # | Orario | Specialità       |
| - | ------ | ---------------- |
| 1 | 18:38  | Salto in alto    |
| 2 | 19:11  | 1500 metri       |
| 3 | 19:31  | Salto in lungo   |
| 4 | 19:33  | 800 metri        |
| 5 | 19:41  | Lancio del disco |
| 6 | 19:54  | 200 metri        |
| 7 | 20:02  | 5000 metri       |
| 8 | 20:28  | 800 metri        |
| 9 | 20:28  | 3000 metri siepi |

| # | Orario | Specialità       |
| - | ------ | ---------------- |
| 1 | 18:03  | Lancio del disco |
| 2 | 18:16  | Salto con l'asta |
| 3 | 19:04  | 400 metri        |
| 4 | 19:25  | 100 metri        |
| 5 | 19:41  | 1500 metri       |
| 6 | 20:37  | 800 metri        |

     Specialità valide per la Diamond League

## Risultati[2]

### Uomini
| Specialità         |                        | Prestazione | 2º classificato         | Prestazione | 3º classificato     | Prestazione |
| 200 metri          | Andre De Grasse        | 20"19       | Ramil Guliyev           | 20"28       | Álex Quiñónez       | 20"30       |
| 800 metri          | Nijel Amos             | 1'45"57     | Emmanuel Kipkurui Korir | 1'45"60     | Clayton Murphy      | 1'45"99     |
| 1500 metri         | Vincent Kibet          | 3'35"80     | Hicham Akankam          | 3'35"85     | Alexis Miellet      | 3'35"98     |
| 5000 metri         | Edward Zakayo Pingua   | 13'11"49    | Solomon Berihu          | 13'16"08    | Soufiyan Bouqantar  | 13'17"26    |
| 3000 metri siepi   | Getnet Wale            | 8'06"01     | Chala Beyo              | 8'06"48     | Benjamin Kigen      | 8'07"25     |
| 110 metri ostacoli | Sergey Shubenkov       | 13"12       | Andrew Pozzi            | 13"30       | Gabriel Constantino | 13"41       |
| Salto in alto      | Bohdan Bondarenko      | 2.28 m      | Naoto Tobe              | 2.28 m      | Ilya Ivanyuk        | 2.28 m      |
| Salto in lungo     | Juan Miguel Echevarría | 8.34 m      | Luvo Manyonga           | 8.21 m      | Ruswahl Samaai      | 8.16 m      |
| Lancio del disco   | Daniel Ståhl           | 69.94 m     | Fedrick Dacres          | 69.50 m     | Lukas Weißhaidinger | 68.14 m     |

     Prestazione che stabilisce il nuovo record del meeting.

### Donne
| Specialità       |                  | Prestazione | 2º classificato    | Prestazione | 3º classificato       | Prestazione |
| 100 metri        | Blessing Okgbare | 11"05       | Marie-Josée Ta Lou | 11"09       | Crystal Emmanuel      | 11"30       |
| 400 metri        | Salwa Eid Naser  | 50"13       | Aminatou Seyni     | 50"24       | Christine Botlogetswe | 50"48       |
| 800 metri        | Nelly Jepkosgei  | 1'59"50     | Habitam Alemu      | 1'59"90     | Olha Lyakhova         | 2'00"35     |
| 1500 metri       | Genzebe Dibaba   | 3'55"47     | Sifan Hassan       | 3'55"93     | Gudaf Tsegay          | 3'57"40     |
| Salto con l'asta | Sandi Morris     | 4.88 m      | Anzhelika Sidorova | 4.77 m      | Katie Nageotte        | 4.67 m      |
| Lancio del disco | Yaimé Pérez      | 68.28 m     | Denia Caballero    | 65.94 m     | Sandra Perković       | 64.77 m     |

     Prestazione che stabilisce il nuovo record del meeting.